# Martinton
Martinton es una villa ubicada en el condado de Iroquois en el estado estadounidense de Illinois. En el Censo de 2010 tenía una población de 381 habitantes y una densidad poblacional de 532,99 personas por km².

## Geografía
Martinton se encuentra ubicada en las coordenadas 40°54′55″N 87°43′35″O / 40.91528, -87.72639. Según la Oficina del Censo de los Estados Unidos, Martinton tiene una superficie total de 0.71 km², de la cual 0.71 km² corresponden a tierra firme y (0%) 0 km² es agua.

## Demografía
Según el censo de 2010, había 381 personas residiendo en Martinton. La densidad de población era de 532,99 hab./km². De los 381 habitantes, Martinton estaba compuesto por el 97.11% blancos, el 0% eran afroamericanos, el 0% eran amerindios, el 0.52% eran asiáticos, el 0% eran isleños del Pacífico, el 1.57% eran de otras razas y el 0.79% pertenecían a dos o más razas. Del total de la población el 2.62% eran hispanos o latinos de cualquier raza.